# Ossicaulis
Ossicaulis  Redhead & Ginns (lejkownica) – rodzaj grzybów z rodziny kępkowcowatych (Lyophyllaceae).

## Charakterystyka
Ossicaulis to grzyby kapeluszowe saprotroficzne, rozwijające się na martwym i butwiejącym drewnie drzew liściastych (rzadko iglastych). Mają blaszki przyrośnięte lub nieco zbiegające i trzon centralny lub ekscentryczny. System strzępkowy monomityczny, trama jest regularna, a w strzępkach znajdują się sprzążki. Zarodniki małe o elipsoidalnym lub prawie kulistym kształcie. Strzępki w skórce kapelusza w kształcie koralopodobne, a w hymenium znajdują się wąsko maczugowate lub koralkowate cheilocystydy.
Badania z zakresu genetyki molekularnej sugerują, że gatunki rodzaju Ossicaulis są najbliżej spokrewnione z rodzajami Asterophora, Hypsizygus, Lyophyllum i Tricholomella.

## Systematyka i nazewnictwo
Pozycja w klasyfikacji według Index Fungorum
Lyophyllaceae, Agaricales, Agaricomycetidae, Agaricomycetes, Agaricomycotina, Basidiomycota, Fungi.
Rodzaj utworzyli Scott Alan Redhead i James Herbert Ginns w 1985 r. Początkowo należał do niego tylko jeden gatunek Ossicaulis lignatilis, po raz pierwszy opisany przez Ch.H. Persoona w 1801 r, pod nazwą Agaricus lignatilis. W 2023 r. do rodzaju Ossicaulis należy już 7 gatunków.
Polską nazwę podał Władysław Wojewoda w 1999 r., Krzysztof Kluk i Józef Jundziłł używali nazwy bedłka.
Gatunki występujące w Polsce:
- Ossicaulis lachnopus (Fr.) Contu 2007[5][6]
- Ossicaulis lignatilis (Pers.) Redhead & Ginns 1985 – lejkownica nadrzewna